# Węgierska Górka
Węgierska Górka [vɛnˈɡʲɛrska ˈɡurka] là một ngôi làng ở Żywiec County, Silesian Voivodeship, trong tỉnh lịch sử Lesser Poland. Khu vực hành chính của nó là ở gmina (quận hành chính) được gọi là Gmina Węgierska Górka. Nó cách Żywiec 12 kilômét (7 mi) về phía Tây Nam và cách thủ phủ khu vực Katowice 72 km (45 mi) về phía Nam. Dân số của làng là 4,206 người.

## Vị trí
Węgierska Górka nằm giữa những ngọn đồi của Żywiec Beskids, trên sông Soła. Trong phần lớn sự tồn tại của nó, ngôi làng, cùng với Żywiec, đã bị ràng buộc về mặt hành chính và văn hóa với Kraków và Lesser Poland. Cho đến năm 1975, nó thuộc về Kraków Voivodeship. Năm 1975 - 1999, nó là một phần của Bielsko-Biała Voivodeship. Węgierska Górka nằm trên Quốc lộ Nr 69 từ Bielsko-Biała đến biên giới với Slovakia. Nó có một nhà ga đường sắt, trên một tuyến từ Katowice đến Skalite của Slovakia

## Lịch sử
Ngôi làng được đề cập lần đầu tiên trong các tài liệu vào năm 1477, khi Quốc vương Ba Lan Kazimierz Jagiellońchot tranh luận với Quốc vương Hungary Matthias Corvinus về hình dạng biên giới giữa hai quốc gia. Vào năm 1706, Franciszek Wielopolski đã mở ở đây một folwark, gọi nó là Węgierska Górka. Năm 1838, Adam Wielopolski thành lập ở đây một nhà xưởng sắt, và hai năm sau, một lò cao đã được hoàn thành. Vào thời điểm đó, Węgierska Górka thuộc tỉnh Galicia của Áo, là kết quả của sự phân vủng của Ba Lan. Sau một vài năm, Węgierska Górka Ironworks đã trở thành một trong những doanh nghiệp lớn nhất trong lĩnh vực của họ ở Galicia. Năm 1884, Węgierska Górka đã được kết nối với tuyến đường sắt với các địa điểm khác, và ngôi làng nhanh chóng tăng trưởng về quy mô và dân số.
Tại Cộng hòa Ba Lan Đệ nhị, Węgierska Górka trở thành một trung tâm thể thao mùa đông nổi tiếng và một khu suối nước khoáng trên núi. Vào tháng 9 năm 1939, ngôi làng là nơi diễn ra Trận chiến Węgierska Górka. Các công sự phòng thủ của Ba Lan, được xây dựng trước Thế chiến II, vẫn có thể được tìm thấy và truy cập tại đây. Năm 1961 dân số của làng là 2.215 người. Một trường học mới được khai trương vào ngày 23 tháng 7 năm 1961 và vào cuối những năm 1960 / đầu những năm 1970, toàn bộ các khu căn hộ đã được xây dựng.